# 永定河引水渠
39°55′07″N 116°16′35″E / 39.918615°N 116.276284°E

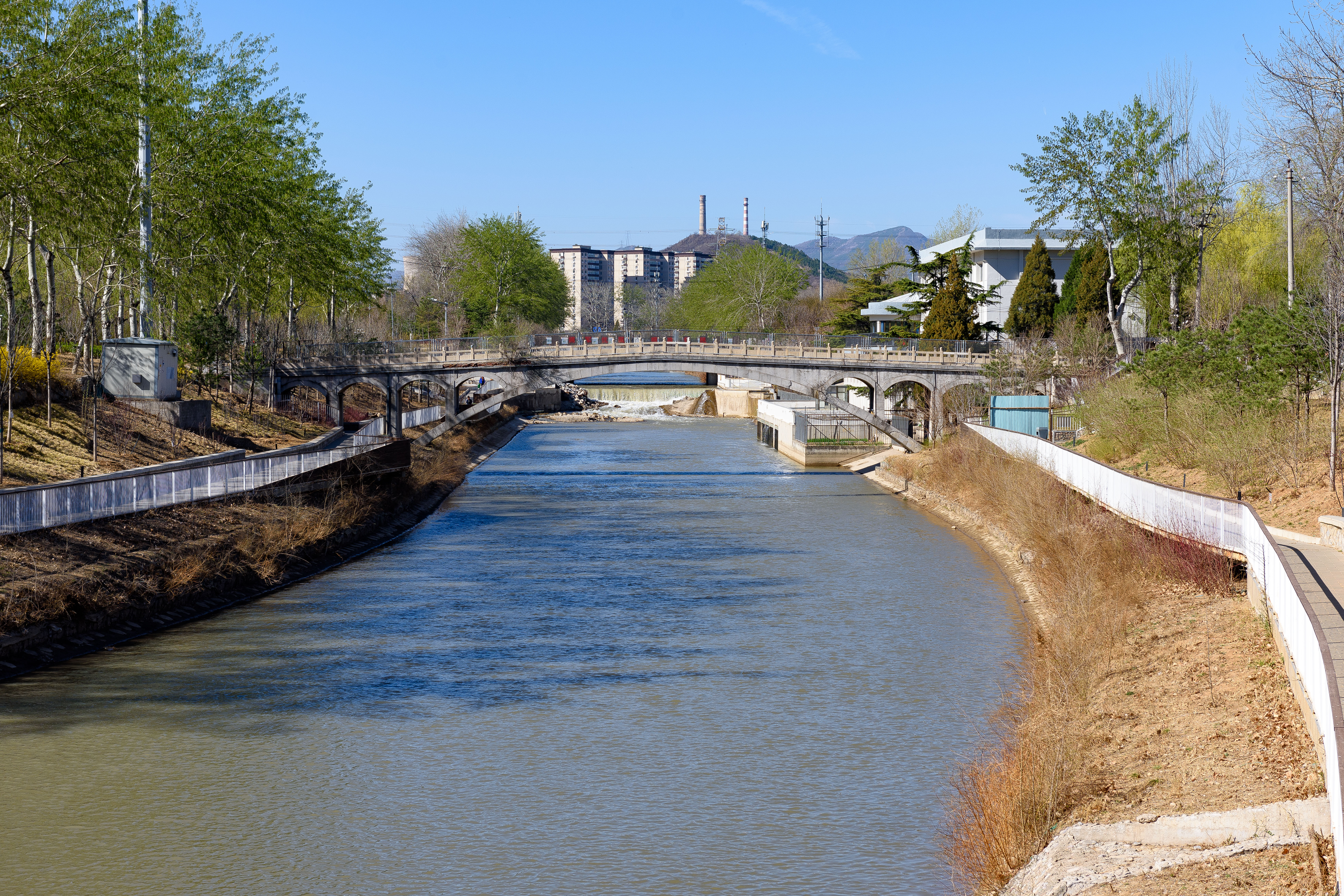
石景山区雍王府街西侧的永引渠

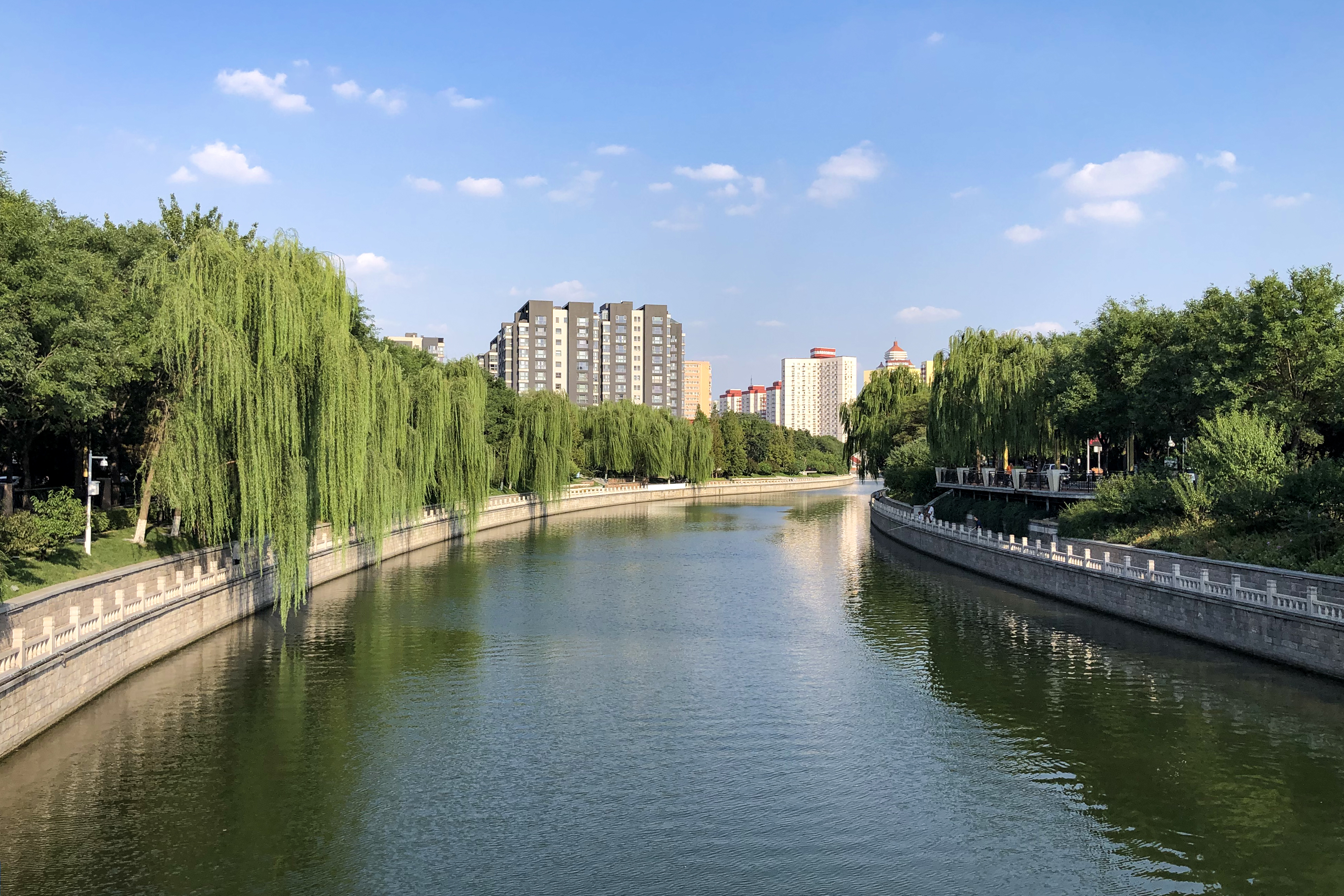
白云路东侧的永引渠

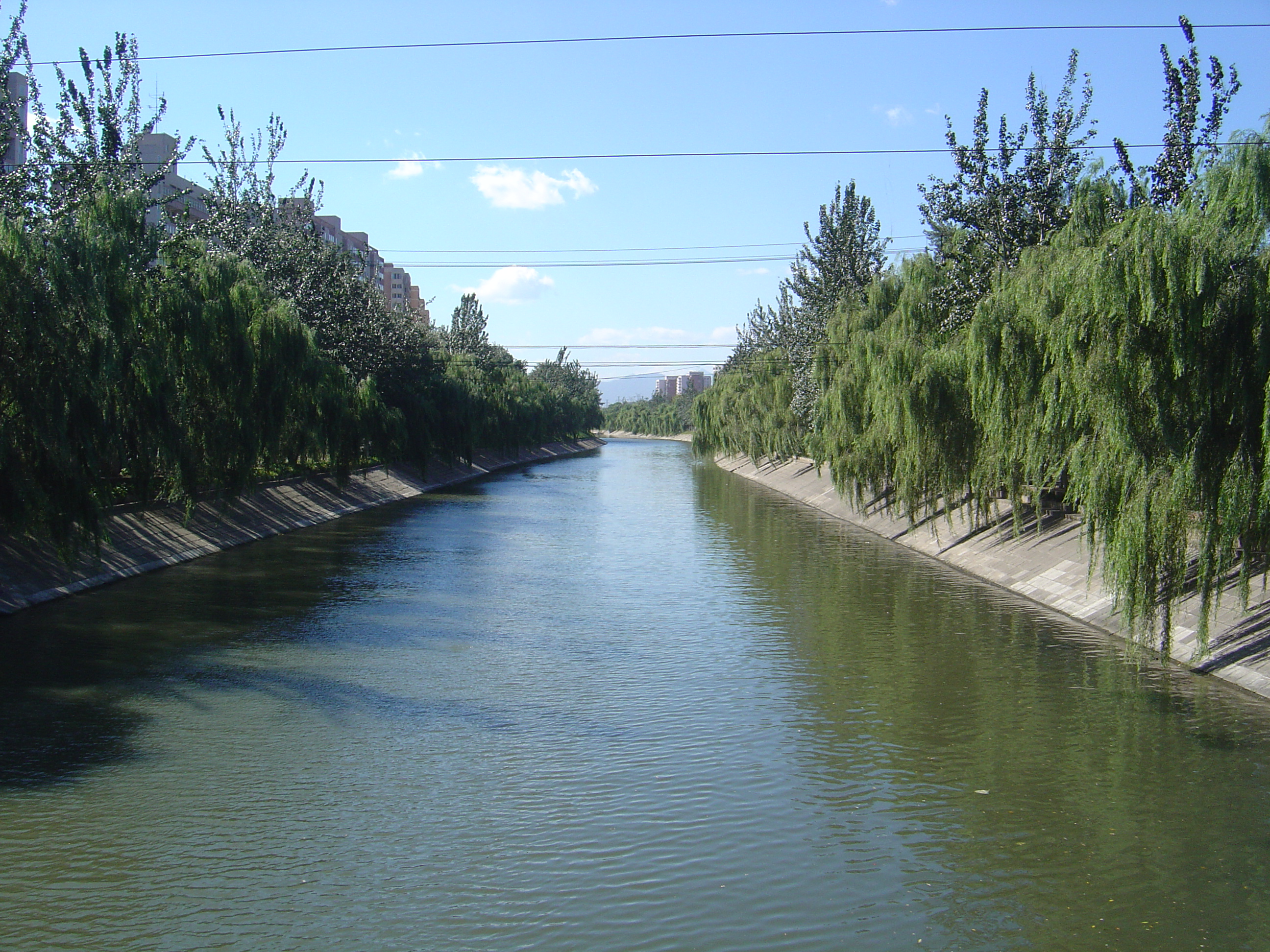
朱各庄路与万寿路交叉口处的永引渠

永定河引水渠位于北京市西部，是北京市的一项引水工程，自北京城西门头沟区三家店处永定河设拦河闸引水向东进入市区，利用南旱河引入玉渊潭后，于西便门汇入护城河。渠道全长25.13千米，除模式口有一条708米长的穿山隧洞以外，其余全部为明渠。工程于1956年1月开工，1957年4月建成通水。

## 历史
引水口位于三家店永定河官厅段出口处。历代曾有多次试图从此处引水，但由于水量不稳，含沙量大，引水工程无法长期发挥作用。1954年官厅水库建成后，控制了水量和泥沙，因而有了新建永定河引水渠的条件。
工程原计划从三家店向东北方向引水，最终进入海淀区高水湖、养水湖、昆明湖。但由于在模式口渠段上游发现冰川擦痕，为保护此遗迹，渠道南移，改为现在的路径。为满足向紫竹院等市区湖泊供水，同步修建了双紫支渠。
建成时最大引水能力为30立方米每秒。1969年至1970年实施扩建，提高输水能力至50立方米每秒；工程结束后输水实验中，又提出输水能力仍有潜力，在1970年至1971年又将输水能力提高至60立方米每秒。
工程在模式口隧洞出口设有一座水力发电站。此后在田村和玉渊潭增建了发电站。